# Irmtraud Morgner
Irmtraud Morgner, née le 22 août 1933 sous le nom de Irmtraud Elfriede Schreck à Chemnitz et morte le 6 mai 1990 à Berlin, est une écrivaine allemande, auteure de science-fiction germanophone.

## Biographie
Irmtraud Morgner est la fille d'un conducteur de train. Diplômée de l'actuel Agricola-Gymnasium de Chemnitz en 1952, elle étudie l'allemand et la littérature dans son parcours sur les études germaniques à l'université de Leipzig de 1952 à 1956.
De 1956 à 1958, elle fait partie de la rédaction de la revue "Neue deutsche Literatur". À partir de 1958, elle vit à Berlin en tant qu'écrivaine indépendante.
Après quelques ouvrages narratifs dans le style du réalisme socialiste, Irmtraud Morgner fait une percée auprès des lecteurs est-allemands en 1968 avec son roman "Hochzeit in Konstantinopel" (Noces à Constantinople). Elle mêle la fantaisie et la description réaliste de la vie quotidienne d'un point de vue féministe. Elle a créé à partir de ce roman son  engagement féministe avec notamment avec ses romans Leben und Abenteuer der Trobadora Beatriz  et la suite Amanda. Dans les années 1970, elle devient célèbre tant chez les lecteurs de la République démocratique allemande que chez ceux de la République fédérale d’Allemagne.
Dans les années 1980, elle a eu l'occasion de voyager dans les pays occidentaux, notamment aux États-Unis et en Suisse, où elle a donné des conférences à l'Université de Zurich en 1987 et 1988. Elle n'a pas pu terminer le troisième volume prévu de sa "Salman Trilogie" à cause d'un cancer qui s'est déclaré en 1987. Elle a subi plusieurs opérations à la fin des années 1980, mais est décédée en mai 1990. Les extraits de sa trilogie ont été édités à titre posthume sous le nom de "Das heroische Testament".
Irmtraud Morgner a été enterrée dans le secteur des artistes du cimetière central de Friedrichsfelde à Berlin.
Irmtraud Morgner a été membre du conseil d'administration de l'Association des écrivains de la RDA.
De 1972 à 1977, elle a été mariée à l'écrivain Paul Wiens, qui l'a décrite comme collaborateur officieux.

## Œuvres
- (de) Das Signal steht auf Fahrt, 1959
- (de) Ein Haus am Rand der Stadt, 1962
- (de) Hochzeit à Constantinople, 1968
- (de) Gauklerlégende, 1970
- (de) Die wundersamen Reisen Gustavs des Weltfahrers, 1972
- Vie et aventures de la Trobairitz Beatrice : Roman en 13 livres et 7 intermèdes, éditions des femmes-Antoinette Fouque[7], 1983 ((de) Leben und Abenteuer der Trobadora Beatriz nach Zeugnissen ihrer Spielfrau Laura, 1974), trad. Évelyne Sinnassamy, 512 p.  (ISBN 2-7210-0253-8)À partir de la biographie de la trobairitz Beatritz de Dia - Édition anglaise sous le titre The Life and Adventures of Trobadora Beatrice As Chronicled by Her Minstrel Laura: A Novel in Thirteen Books and Seven Intermezzos, Nebraska, 2000, trad. Jeanette Clausen
- (de) Geschlechtertausch, 1980Écrit avec Sarah Kirsch et Christa Wolf.
- Amanda. Un Roman de sorcières ((de) Amanda. Ein Hexenroman, 1983)
- (de) Die Hexe im Landhaus, 1984Écrit avec Erica Pedretti.
- (de) Der Schöne und das Biest, 1991
- (de) Rumba auf einen Herbst, 1992
- Le Testament héroïque ((de) Das heroische Testament, 1998)
- (de) Erzählungen, 2006

## Prix littéraires
- 1975 : prix Heinrich Heine
- 1975 : prix Heinrich-Mann
- 1989 : prix littéraire de Cassel